# Birmingham City Women Football Club 2019-2020
Questa voce raccoglie le informazioni riguardanti il Birmingham City Women Football Club nelle competizioni ufficiali della stagione 2019-2020.

## Stagione
La stagione 2019-20 è stata caratterizzata dallo scoppio della pandemia di COVID-19 nel mese di marzo 2020, che ha portato a un'iniziale sospensione di tutte le competizioni, per poi arrivare a una sospensione definitiva il successivo 25 maggio. La classifica della FA Women's Super League venne stilata in base al rapporto punti conquistati su partite disputate, e il Birmingham City concluse in undicesima posizione, la stessa che aveva al momento della sospensione del torneo, ossia dopo tredici partite disputate e un solo punto di vantaggio sul Liverpool ultimo in graduatoria. Il 3 marzo, poco prima della sospensione del campionato e durante la pausa per consentire le partite delle nazionali, l'allenatrice Marta Tejedor venne esonerata dall'incarico e il suo posto venne assegnato a Charlie Baxter ad interim.
Anche la FA Women's Cup ha subito una riprogrammazione con le partite dai quarti di finale in poi disputatesi nel mese di settembre 2020; la squadra, che era partita dal quarto turno, è arrivata fino in semifinale, dove è stata sconfitta dall'Everton. In FA Women's League Cup la squadra è stata eliminata nella fase a gruppi, dopo aver concluso come terza classificata il gruppo C.

## Maglie e sponsor
Le tenute di gioco solo le stesse adottate dal Birmingham City maschile.
| Casa | Trasferta |

## Rosa
| N. |                        | Ruolo | Calciatrice      |
| -- | ---------------------- | ----- | ---------------- |
| 1  | Inghilterra (bandiera) | P     | Hannah Hampton   |
| 2  | Inghilterra (bandiera) | D     | Sarah Mayling    |
| 3  | Irlanda (bandiera)     | D     | Harriet Scott    |
| 6  | Inghilterra (bandiera) | D     | Kerys Harrop     |
| 7  | Scozia (bandiera)      | C     | Chloe Arthur     |
| 8  | Inghilterra (bandiera) | A     | Rachel Williams  |
| 10 | Stati Uniti (bandiera) | C     | Brianna Visalli  |
| 11 | Scozia (bandiera)      | C     | Abbi Grant       |
| 13 | Inghilterra (bandiera) | P     | Alexandra Brooks |
| 14 | Inghilterra (bandiera) | A     | Emma Kelly       |
| 15 | Stati Uniti (bandiera) | D     | Adrienne Jordan  |

| N. |                             | Ruolo | Calciatrice      |
| -- | --------------------------- | ----- | ---------------- |
| 16 | Inghilterra (bandiera)      | D     | Georgia Brougham |
| 17 | Inghilterra (bandiera)      | C     | Heidi Logan      |
| 18 | Inghilterra (bandiera)      | C     | Connie Scofield  |
| 19 | Inghilterra (bandiera)      | A     | Lucy Whipp       |
| 20 | Inghilterra (bandiera)      | A     | Claudia Walker   |
| 23 | Inghilterra (bandiera)      | D     | Freya Gregory    |
| 25 | Irlanda del Nord (bandiera) | C     | Rebecca Holloway |
| 26 | Inghilterra (bandiera)      | D     | Lily Simkin      |
| 28 | Inghilterra (bandiera)      | C     | Laura Blindkilde |
| 29 | Inghilterra (bandiera)      | C     | Ella Powell      |
| 37 | Inghilterra (bandiera)      | C     | Lucy Staniforth  |

## Calciomercato

### Sessione estiva
| Acquisti | Acquisti         | Acquisti             | Acquisti |
| R.       | Nome             | da                   | Modalità |
| -------- | ---------------- | -------------------- | -------- |
| D        | Adrienne Jordan  | Mozzanica            | [ 7 ]    |
| C        | Rebecca Holloway | Cumberland Phoenix   | [ 8 ]    |
| C        | Brianna Visalli  | West Ham             | [ 9 ]    |
| A        | Abbi Grant       | Anderlecht           | [ 10 ]   |
| A        | Claudia Walker   | Everton              | [ 11 ]   |
| A        | Lucy Whipp       | St. John's Red Storm | [ 12 ]   |

| Cessioni | Cessioni         | Cessioni          | Cessioni   |
| R.       | Nome             | a                 | Modalità   |
| -------- | ---------------- | ----------------- | ---------- |
| D        | Marisa Ewers     | Aston Villa       | [ 13 ]     |
| D        | Aoife Mannion    | Manchester City   | [ 14 ]     |
| D        | Meaghan Sargeant | Bristol City      | [ 15 ]     |
| D        | Paige Williams   |                   | svincolata |
| C        | Sophie Bramford  | Wolverhampton     | [ 17 ]     |
| C        | Emma Follis      | Aston Villa       | [ 18 ]     |
| C        | Hayley Ladd      | Manchester United | [ 19 ]     |
| A        | Shania Hayles    | Aston Villa       | [ 16 ]     |
| A        | Lucy Quinn       | Tottenham         | [ 20 ]     |
| A        | Charlie Wellings | Bristol City      | [ 15 ]     |
| A        | Ellen White      | Manchester City   | [ 21 ]     |

### Sessione invernale
| Acquisti | Acquisti         | Acquisti         | Acquisti |
| R.       | Nome             | da               | Modalità |
| -------- | ---------------- | ---------------- | -------- |
| D        | Georgia Brougham | Everton          | prestito |
| A        | Emma Kelly       | ÍBV Vestmannæyja | [ 23 ]   |

| Cessioni | Cessioni | Cessioni | Cessioni |
| R.       | Nome     | a        | Modalità |
| -------- | -------- | -------- | -------- |

## Risultati

### FA Women's Super League

#### Girone di andata
| Arbitro: | Swallow |

|  |           |                   |
|  | Marcatori | 46’ (aut.) Harrop |

| Arbitro: | Howard |

|          |           |  |
| Leon 27’ | Marcatori |  |

| Solihull 29 settembre 2019 3ª giornata | Birmingham City | – Annullata | Reading | Damson Park |

| Arbitro: | Conley |

|                                |           |  |
| Walsh 27’ Wullaert 48’ Lee 80’ | Marcatori |  |

| Arbitro: | Benn |

|                          |           |  |
| Harrop 9’ Staniforth 83’ | Marcatori |  |

| Arbitro: | Conley |

|                                        |           |  |
| K. Green 15’ (rig.), 71’ Le Garrec 44’ | Marcatori |  |

| Arbitro: | Pearson |

|  |           |                                                     |
|  | Marcatori | 2’ Ji 37’ Bright 45+1’, 63’ England 48’, 52’ Spence |

| Arbitro: | Simms |

|           |           |            |
| Grant 22’ | Marcatori | 73’ Graham |

| Arbitro: | Allison |

|  |           |                    |
|  | Marcatori | 5’ Whipp 65’ Grant |

| Solihull 25 marzo 2020, ore 19:30 UTC+0 10ª giornata | Birmingham City | – Annullata | Manchester United | Damson Park |

| Arbitro: | Simms |

|                     |           |  |
| Little 9’ Nobbs 23’ | Marcatori |  |

#### Girone di ritorno
| Arbitro: | Bisham |

|              |           |  |
| Eikeland 39’ | Marcatori |  |

| Arbitro: | Conley |

|  |           |                    |
|  | Marcatori | 1’ White 65’ Walsh |

| Birkenhead 22 aprile 2020 14ª giornata | Liverpool | – Annullata | Birmingham City | Prenton Park |

| Solihull 9 febbraio 2020 15ª giornata | Birmingham City | – Annullata | Brighton & Hove | Damson Park |

| Arbitro: | Whitton |

|                        |           |  |
| Reiten 45’ England 58’ | Marcatori |  |

| Arbitro: | Pearson |

|  |           |            |
|  | Marcatori | 75’ Salmon |

| Harrow 22 marzo 2020 18ª giornata | Tottenham | – Annullata | Birmingham City | The Hive Stadium |

| Liverpool 29 marzo 2020 19ª giornata | Everton | – Annullata | Birmingham City | Walton Hall Park |

| Solihull 5 aprile 2020 20ª giornata | Birmingham City | – Annullata | West Ham | Damson Park |

| Solihull 26 aprile 2020 21ª giornata | Birmingham City | – Annullata | Arsenal | Damson Park |

| Leigh 16 maggio 2020 22ª giornata | Manchester United | – Annullata | Birmingham City | Leigh Sports Village |

### FA Women's Cup
| Arbitro: | Williamson |

|  |           |                                 |
|  | Marcatori | 55’, 90+2’ Scott 59’ Staniforth |

| Arbitro: | Simms |

|  |           |                |
|  | Marcatori | 85’ Staniforth |

| Arbitro: | Welch |

|                                      |                      |                                         |
| Bowman 25’ (rig.) O'Sullivan 89’     | Marcatori            | 5’ Mayling 52’ (rig.) M. Green          |
| K. Green Le Tissier Jarrett Connolly | Tiri di rigore 2 – 4 | M. Green Walker Murray Mayling Brougham |

| Arbitro: | Fearn |

|  |           |                                    |
|  | Marcatori | 44’ Magill 60’ Sørensen 87’ Gauvin |

### FA Women's League Cup
| Arbitro: | Oliver |

|              |           |  |
| Williams 73’ | Marcatori |  |

| Arbitro: | Simpson |

|          |           |                                                  |
| Paul 63’ | Marcatori | 15’, 57’ Williams 33’, 80’ Staniforth 59’ Jordan |

| Arbitro: | Simms |

|                    |           |              |
| White 50’ Weir 68’ | Marcatori | 64’ Williams |

| Arbitro: | Conley |

|           |           |                               |
| Grant 35’ | Marcatori | 1’ Arnot 27’ Ross 90+2’ Toone |

## Statistiche

### Statistiche di squadra
| Competizione            | Punti | In casa | In casa | In casa | In casa | In casa | In casa | In trasferta | In trasferta | In trasferta | In trasferta | In trasferta | In trasferta | Totale | Totale | Totale | Totale | Totale | Totale | DR  |
| Competizione            | Punti | G       | V       | N       | P       | Gf      | Gs      | G            | V            | N            | P            | Gf           | Gs           | G      | V      | N      | P      | Gf     | Gs     | DR  |
| ----------------------- | ----- | ------- | ------- | ------- | ------- | ------- | ------- | ------------ | ------------ | ------------ | ------------ | ------------ | ------------ | ------ | ------ | ------ | ------ | ------ | ------ | --- |
| FA Women's Super League | 7     | 6       | 1       | 1       | 4       | 3       | 11      | 7            | 1            | 0            | 6            | 2            | 12           | 13     | 2      | 1      | 10     | 5      | 23     | -18 |
| FA Women's Cup          | -     | 1       | 0       | 0       | 1       | 0       | 3       | 3            | 2            | 1            | 0            | 6            | 2            | 4      | 2      | 1      | 1      | 6      | 5      | +1  |
| FA Women's League Cup   | -     | 2       | 1       | 0       | 1       | 2       | 3       | 2            | 1            | 0            | 1            | 6            | 3            | 4      | 2      | 0      | 2      | 8      | 6      | +2  |
| Totale                  | -     | 9       | 2       | 1       | 6       | 5       | 17      | 12           | 4            | 1            | 7            | 14           | 17           | 21     | 6      | 2      | 13     | 19     | 34     | -15 |

### Andamento in campionato
| Giornata  | 1 | 2  | 3  | 4  | 5 | 6  | 7  | 8  | 9 | 10 | 11 | 12 | 13 | 14 | 15 | 16 | 17 | 18 | 19 | 20 | 21 | 22 |
| --------- | - | -- | -- | -- | - | -- | -- | -- | - | -- | -- | -- | -- | -- | -- | -- | -- | -- | -- | -- | -- | -- |
| Luogo     | C | T  | C  | T  | C | T  | C  | C  | T | C  | T  | T  | C  | T  | C  | T  | C  | T  | T  | C  | C  | T  |
| Risultato | P | P  | -  | P  | V | P  | P  | N  | V | -  | P  | P  | P  | -  | -  | P  | P  | -  | -  | -  | -  | -  |
| Posizione | 9 | 10 | 12 | 12 | 9 | 10 | 11 | 10 | 9 | 10 | 10 | 10 | 10 | 10 | 10 | 10 | 11 | -  | -  | -  | -  | -  |

Legenda:

Luogo: C = Casa; T = Trasferta. Risultato: V = Vittoria; N = Pareggio; P = Sconfitta.

### Statistiche delle giocatrici
| Giocatore     | FA Women's Super League | FA Women's Super League | FA Women's Super League | FA Women's Super League | FA Women's Cup | FA Women's Cup | FA Women's Cup | FA Women's Cup | FA Women's League Cup | FA Women's League Cup | FA Women's League Cup | FA Women's League Cup | Totale   | Totale | Totale      | Totale     |
| Giocatore     | Presenze                | Reti                    | Ammonizioni             | Espulsioni              | Presenze       | Reti           | Ammonizioni    | Espulsioni     | Presenze              | Reti                  | Ammonizioni           | Espulsioni            | Presenze | Reti   | Ammonizioni | Espulsioni |
| ------------- | ----------------------- | ----------------------- | ----------------------- | ----------------------- | -------------- | -------------- | -------------- | -------------- | --------------------- | --------------------- | --------------------- | --------------------- | -------- | ------ | ----------- | ---------- |
| C. Arthur     | 12                      | 0                       | 1                       | 0                       | 1              | 0              | 0              | 0              | 4                     | 0                     | 0                     | 0                     | 17       | 0      | 1           | 0          |
| L. Blindkilde | 1                       | 0                       | 0                       | 0                       | -              | -              | -              | -              | 1                     | 0                     | 0                     | 0                     | 2        | 0      | 0           | 0          |
| A. Brooks     | 0                       | 0                       | 0                       | 0                       | 1              | 0              | 0              | 0              | 2                     | -4                    | 0                     | 0                     | 3        | -4     | 0           | 0          |
| G. Brougham   | 2                       | 0                       | 0                       | 0                       | 3              | 0              | 1              | 0              | -                     | -                     | -                     | -                     | 5        | 0      | 1           | 0          |
| R. Corsie     | -                       | -                       | -                       | -                       | 2              | 0              | 0              | 0              | -                     | -                     | -                     | -                     | 2        | 0      | 0           | 0          |
| A. Grant      | 13                      | 2                       | 1                       | 0                       | 4              | 0              | 0              | 0              | 4                     | 1                     | 0                     | 0                     | 21       | 3      | 1           | 0          |
| F. Gregory    | 3                       | 0                       | 0                       | 0                       | -              | -              | -              | -              | 1                     | 0                     | 0                     | 0                     | 4        | 0      | 0           | 0          |
| M. Green      | -                       | -                       | -                       | -                       | 2              | 1              | 0              | 0              | -                     | -                     | -                     | -                     | 2        | 1      | 0           | 0          |
| H. Hampton    | 13                      | -23                     | 0                       | 0                       | 3              | -5             | 0              | 0              | 2                     | -2                    | 0                     | 0                     | 18       | -30    | 0           | 0          |
| K. Harrop     | 7                       | 1                       | 2                       | 0                       | 2              | 0              | 0              | 0              | 2                     | 0                     | 0                     | 0                     | 11       | 1      | 2           | 0          |
| R. Holloway   | 11                      | 0                       | 1                       | 0                       | 3              | 0              | 0              | 0              | 4                     | 0                     | 0                     | 0                     | 18       | 0      | 1           | 0          |
| A. Jordan     | 13                      | 0                       | 0                       | 0                       | 1              | 0              | 0              | 0              | 4                     | 1                     | 0                     | 0                     | 18       | 1      | 0           | 0          |
| E. Kelly      | 3                       | 0                       | 0                       | 0                       | 3              | 0              | 0              | 0              | -                     | -                     | -                     | -                     | 6        | 0      | 0           | 0          |
| G. Lawley     | -                       | -                       | -                       | -                       | 1              | 0              | 0              | 0              | -                     | -                     | -                     | -                     | 1        | 0      | 0           | 0          |
| H. Logan      | 0                       | 0                       | 0                       | 0                       | -              | -              | -              | -              | 0                     | 0                     | 0                     | 0                     | 0        | 0      | 0           | 0          |
| S. Mayling    | 9                       | 0                       | 0                       | 0                       | 4              | 1              | 1              | 0              | 3                     | 0                     | 0                     | 0                     | 16       | 1      | 1           | 0          |
| C. Murray     | -                       | -                       | -                       | -                       | 2              | 0              | 1              | 0              | -                     | -                     | -                     | -                     | 2        | 0      | 1           | 0          |
| J-L. Napier   | -                       | -                       | -                       | -                       | 1              | 0              | 0              | 0              | -                     | -                     | -                     | -                     | 1        | 0      | 0           | 0          |
| E. Powell     | 0                       | 0                       | 0                       | 0                       | -              | -              | -              | -              | 1                     | 0                     | 0                     | 0                     | 1        | 0      | 0           | 0          |
| C. Scofield   | 9                       | 0                       | 0                       | 0                       | 2              | 0              | 0              | 0              | 4                     | 0                     | 0                     | 0                     | 15       | 0      | 0           | 0          |
| H. Scott      | 11                      | 0                       | 1                       | 0                       | 4              | 2              | 2              | 0              | 4                     | 0                     | 1                     | 0                     | 19       | 2      | 4           | 0          |
| L. Simkin     | 6                       | 0                       | 0                       | 0                       | -              | -              | -              | -              | -                     | -                     | -                     | -                     | 6        | 0      | 0           | 0          |
| L. Staniforth | 10                      | 1                       | 1                       | 0                       | 2              | 2              | 0              | 1              | 4                     | 2                     | 0                     | 0                     | 16       | 5      | 1           | 1          |
| B. Visalli    | 9                       | 0                       | 0                       | 0                       | 2              | 0              | 0              | 0              | 3                     | 0                     | 0                     | 0                     | 14       | 0      | 0           | 0          |
| C. Walker     | 13                      | 0                       | 1                       | 0                       | 4              | 0              | 0              | 0              | 4                     | 0                     | 0                     | 0                     | 21       | 0      | 1           | 0          |
| L. Whipp      | 13                      | 1                       | 0                       | 0                       | 4              | 0              | 0              | 0              | 4                     | 0                     | 0                     | 0                     | 21       | 1      | 0           | 0          |
| R. Williams   | 10                      | 0                       | 1                       | 0                       | 2              | 0              | 0              | 0              | 4                     | 4                     | 0                     | 0                     | 16       | 4      | 1           | 0          |